# Erwan Bastard
Erwan Bastard (Loiret, 9 giugno 1998) è un pilota automobilistico francese.

## Carriera
Erwan Bastard dall'età di otto anni ha iniziato a correre in kart, passando a tredici anni alle competizioni agonistiche in Francia. Nel 2018, a differenza di molti piloti coetanei, sceglie di passare alle corse GT senza provare a correre in monoposto. Bastard esordisce nel Porsche Club Motorsport France, una serie monomarca della Porsche. Nel suo primo anno in GT ottiene quatto podi e chiude secondo in classifica.
Nel 2019 passa alla Coppa GT4 Francia con il team Schatz Lestienne Racing in coppia con Sylvain Caroff. Inizialmente corre nella classe Pro-Am per poi passare alle classe Am dove riesce a conquistare cinque podi. Nella stagione seguente passa al team ANS Motorsport rimando nella serie francese e con Caroff come compagno di squadra. Il duo con la Ginetta G55 come vettura ottengono tre vittorie e un totale di otto podi chiudendo terzi nella classe Am.
Nel 2021 passa alla classe Silver della Coppa GT4 Francia guidando la Toyota GR Supra GT4 del team TGR CMR in coppia con il belga Antoine Potty. Il duo ottiene sette podi chiudendo quarto in classifica. Per la stagione 2022 si lega al team Saintéloc Racing guidando l'Audi R8 LMS GT4 Evo insieme l'israeliano Roee Meyuhas, il duo prende parte alla Serie GT4 europea e alla Coppa GT4 Francia riuscendo a vincere entrambi i campionati conquistando sette vittorie in totale. Nello stesso anno prende parte anche alla 12 Ore del Golfo con l'Audi arrivando terzo.

### WEC e GTWCE

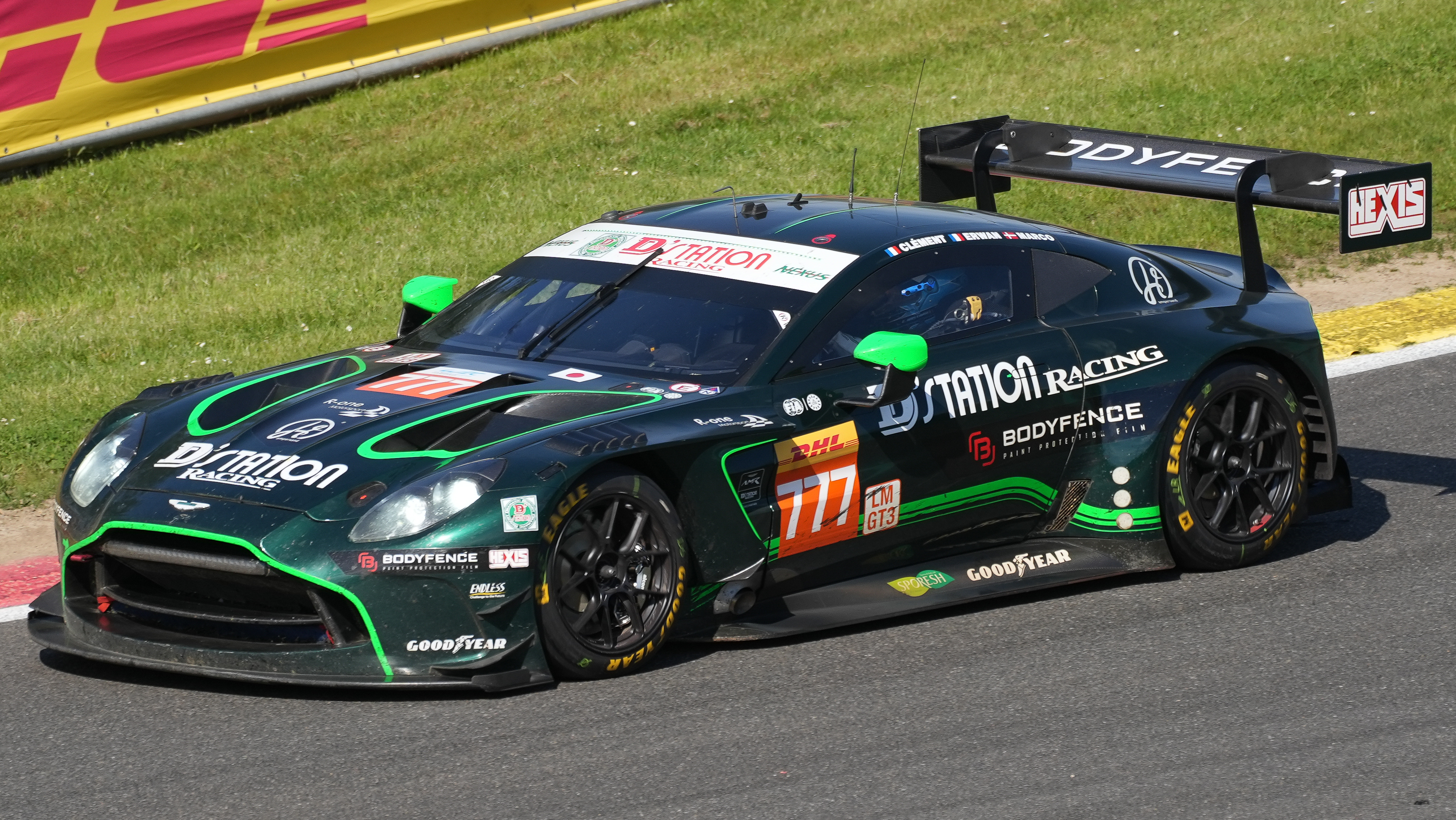
La Aston Martin Vantage GT3 Evo di Bastard durante la 6 ore di Spa 2024

Nel 2023 passa alle vetture GT3 prendendo parte al GT World Challenge Europe con il team Saintéloc Racing sempre con L'Audi. Con la squadra francese ottiene due podi, uno nella Endurance Cup e uno nella Sprint Cup. Durante l'anno vince la 12 Ore di Spa, gara valida per la 24H GT Series.
Nel 2024 entra nella Aston Martin Racing Driver Academy e prende parte al Campionato del mondo endurance nella classe GT3 con il team D'Station Racing. Bastard divide l'Aston Martin Vantage GTEvo con l'esperto Marco Sørensen e con Clément Mateu. Nella gara d'esordio, la 1812 km del Qatar riesce a conquistare il podio chiudendo terzo.

## Risultati

### Riassunto della carriera
| Stagione | Serie                          | Team                      | Gare | Vittorie | Pole | GPV | Podi | Punti | Pos. |
| -------- | ------------------------------ | ------------------------- | ---- | -------- | ---- | --- | ---- | ----- | ---- |
| 2019     | Coppa GT4 Francia- Pro-Am      | Schatz Lestienne Racing   | 2    | 0        | 0    | 0   | 0    | 0     | NC   |
| 2019     | Coppa GT4 Francia - Am         | Schatz Lestienne Racing   | 10   | 0        | 1    | 0   | 5    | 117   | 4º   |
| 2020     | Coppa GT4 Francia - Am         | ANS Motorsport            | 12   | 3        | 0    | 3   | 8    | 172   | 3º   |
| 2021     | Coppa GT4 Francia - Silver     | TGR CMR                   | 12   | 0        | 0    | 0   | 7    | 153   | 4º   |
| 2022     | Serie GT4 europea - Silver     | Saintéloc Racing          | 12   | 3        | 1    | 1   | 6    | 159   | 1º   |
| 2022     | Coppa GT4 Francia - Silver     | Saintéloc Racing          | 12   | 4        | 2    | 2   | 7    | 202   | 1º   |
| 2022     | Intercontinental GT Challenge  | Audi Sport Team Saintéloc | 1    | 0        | 0    | 0   | 1    | 15    | 15º  |
| 2023     | GTWCE Endurance Cup - Silver   | Saintéloc Junior Team     | 5    | 0        | 0    | 0   | 1    | 59    | 4º   |
| 2023     | GTWCE Sprint Cup               | Saintéloc Junior Team     | 10   | 0        | 0    | 0   | 1    | 13    | 10º  |
| 2023     | 24H GT Series - GT3            | Saintéloc Junior Team     | 2    | 1        | 0    | 0   | 2    | 76    | 7º   |
| 2023     | Ultimate Cup Endurance GT - 3A | Racing Spirit of Léman    | 1    | 0        | 1    | 0   | 1    | 15    | 4º   |
| 2024     | WEC - LMGT3                    | D'station Racing          | 1    | 0        | 0    | 0   | 1    | 23*   |      |

* Stagione in corso.

### Risultati nel WEC
| Anno    | Squadra          | Classe | Vettura                      | QAT | IMO | SPA | LMS | SÃO | COA | FUJ | BHR | Punti | Pos. |
| ------- | ---------------- | ------ | ---------------------------- | --- | --- | --- | --- | --- | --- | --- | --- | ----- | ---- |
| 2024    | D'station Racing | LMGT3  | Aston Martin Vantage GT3 Evo | 3   | 10  | 7   | 7   | 9   | Rit | 7   |     | 50*   |      |
| Legenda |                  |        |                              |     |     |     |     |     |     |     |     |       |      |

* Stagione in corso.